# Faro de Cabo Cruz
Faro de Cabo Cruz (auch Faro Vargas genannt) ist ein bemannter Leuchtturm (spanisch Faro) auf Kuba. Er steht am Stadtrand von Niquero in der Provinz Granma.

## Beschreibung
Der Bau des Leuchtturms begann 1862 und er wurde 1871, während der spanischen Herrschaft über Kuba, vollendet. Das architektonische Ensemble besteht aus dem Leuchtturm und dem Haus für die Leuchtfeuerwärter. Der aus Steinblöcken erbaute 32 m hohe Turm hat eine Innentreppe mit 155 Stufen für den Zugang zur Laterne. Das Haus mit einem Innenhof und einer Terrasse mit Blick auf das Meer ist ebenfalls aus Natursteinblöcken gemauert.
Das Leuchtfeuer hat eine Feuerhöhe von 34 m und zeigt als Kennung einen weißen Blitz mit einer Wiederkehr von 5 Sekunden (Fl.W.5s).